# Doug en mission spéciale
 (juillet 2025).
Série
Là-haut (2009)
Pour plus de détails, voir Fiche technique et Distribution.
Doug en mission spéciale (Dug's Special Mission) est un court-métrage des studios Pixar réalisé par Ronnie del Carmen. Dérivé du long métrage Là-haut, il est sorti en vidéo le 10 novembre 2009, en complément du DVD de Là-haut

## Synopsis
Les chiens de Là-haut tentent en vain de capturer l'oiseau, mais n'y arrivent pas à cause de Doug (dont c'est l'anniversaire) qui, en plus de cela, veut les aider. Pour se débarrasser de lui, ils l'envoient dans une « mission spéciale ». Doug suit les instructions qu'Alpha lui donne, mais finalement, ce dernier a fait une grosse erreur car Doug est encore plus incapable et les empêche davantage de capturer l'oiseau. Pour finir, il va annoncer à Muntz que Doug est un vilain chien et Beta lui souhaite ironiquement un heureux anniversaire. Le court-métrage se conclut alors que Doug rencontre les héros comme dans le long métrage.

## Fiche technique
- Animateur : Bob Peterson
- Société de distribution : Walt Disney Pictures

## Distribution
Doug (vf : Guillaume Lebon)
- Gamma (vf : David Krugër)
- Beta (vf : Thierry Desroses)
- Alpha (vf : Xavier Fagnon)
- Voix additionnelles : Russel (vf : Tom Trouffier), Carl (vf : Charles Aznavour)